# Sara Capovilla
Sara Capovilla (Venezia, 15 ottobre 1985) è una dirigente sportivo ed ex calciatore italiana, di ruolo attaccante, dalle estati 2017 al 2019 nell'organigramma del ChievoVerona Valpo.

## Palmarès

### Club
- Campionato italiano di Serie A2: 2

Venezia 1984: 2007-2008
Valpo Pedemonte: 2012-2013
- Campionato italiano di Serie B: 1

Valpolicella: 2016-2017